# 200P/Larsen
200P/Larsen – kometa krótkookresowa z rodziny komet Jowisza.

## Odkrycie
Kometę tę odkrył astronom Jeffrey A. Larsen 3 listopada 1997 roku w Obserwatorium na Kitt Peak. W nazwie znajduje się zatem nazwisko odkrywcy.

## Orbita komety
Orbita komety 200P/Larsen ma kształt elipsy o mimośrodzie 0,33. Jej peryhelium znajduje się w odległości 3,28 j.a., aphelium zaś 6,56 j.a. od Słońca. Jej okres obiegu wokół Słońca wynosi 10,91 roku, nachylenie do ekliptyki to wartość 12,12˚.